# ZIM (ファイルフォーマット)
ZIMファイルフォーマットとは、ウィキの内容をオンラインで使用するためのオープンフォーマット。主にウィキペディアやウィキメディアプロジェクトのコンテンツに使用される。このフォーマットで90万記事（2009年時点のドイツ語版ウィキペディアの全記事数）を1.3GB程度に圧縮でき、MediaWikiのように全文検索のインデックスやネイティブカテゴリと画像のハンドリングを行う機能がある。オープンフォーマットに加え、openZIMプロジェクトではオープンソースZIMリーダーのサポートを提供している。
このファイルフォーマットは初期のZenoファイルフォーマットの後継であり、ZIMは「Zeno IMproved」の略である。
openZIMプロジェクトはウィキメディア・スイス(Wikimedia CH)が推進しておりウィキメディア財団がサポートしている。
また、かつて存在していたソフトウェア会社であるツァイトが販売していた画像作成ソフト「Z's staff KID98」で使用されるファイルも拡張子がZIMである。